# Ein Windstoß
Ein Windstoß ist ein deutscher Spielfilm aus dem Jahre 1941. Unter der Regie von Walter Felsenstein war Paul Kemp „der Unfrieden in einem Mietshaus stiftende Pedant“ Emanuele Rigattieri, eine von Kemps sehr seltenen Filmhauptrollen.

## Handlung
„Ich erweise keine Gefälligkeiten und erwarte auch keine“ – so lautet der Wahlspruch des Kunst- und Antiquitätenhändlers Rigattieri, mit dem er sich rasch bei seinen Mitbewohnern im Mietshaus unbeliebt gemacht hat. Der Tag, an dem sich alles in seinem Leben und dem seiner Nachbarn ändert, beginnt damit, dass eines Sonntags ein Windstoß seine Haustür zuschlägt, als er im Treppenhaus steht, um dorthin etwas Sand aus seiner Wohnung zu kehren. Nun steht er im Hausflur, mit nichts anderem bekleidet als einem Nachthemd. Keiner seiner Mitbewohner ist sonderlich geneigt, ihm aus der Patsche zu helfen, ist er doch als Nörgler und Meckerer berüchtigt und aus Prinzip nicht hilfsbereit. Als er dann auch noch das Nachbarsmädchen ersuchen will, einen Schlosser zum Öffnen der Tür zu holen und ihr dafür etwas Geld verspricht, vermutet die Mutter der Kleinen nichts Gutes: Nämlich, dass Rigattieri, nur im Nachthemd bekleidet, auch noch ein Sittenstrolch ist.
Die ideale Gelegenheit, es dem alten Miesepeter einmal so richtig heimzuzahlen. Ehe sich Rigattieri wirklich verteidigen kann, wenden sich die Mitmieter unisono gegen ihn, und der Verdacht, dem Kind unsittlich begegnen zu wollen, liegt unverrückbar in der Luft. Es kommt zu einer Gerichtsverhandlung, und Emanuele Rigattieri wird, da er seine Unschuld nicht belegen kann, zu 15 Monaten Haft verurteilt. Nach Einlegung eines Einspruchs kommt er immerhin wieder auf freien Fuß, bis das Berufungsgericht endgültig entscheidet. Doch nun traut er sich nicht mehr nach Hause, hat er doch all seine Mitmieter in der Gerichtsverhandlung gesehen und weiß, dass ihn daheim ein Spießrutenlauf erwarten würde. Und so begibt er sich in seinen Antiquitätenladen. Gedankenschwer und seelisch ziemlich am Boden, sieht er am Ponte Vecchio ein junges Mädchen, das sich in selbstmörderischer Absicht in den Arno stürzen will.
Emanuele bewahrt diese Frau namens Angelina vor ihrer Verzweiflungstat, ausgelöst durch einen ehrlosen Verführer, der sie verlassen hat, und nimmt sie zu sich mit nach Hause. Er erfährt, dass es sich bei dem jungen Mann um den Sohn des Berufungsrichters Campini handeln soll. Sofort wittert Rigattieri die Chance, aus diesem Wissen Nutzen für seine anstehende Verhandlung ziehen zu können. Doch offensichtlich ist Angelinas Verflossener nicht nur ein Charakterschwein, sondern auch noch ein Betrüger: der Sohn Campinis ist gerade einmal elf Jahre alt und somit nicht mit Angelinas Verflossenem identisch. Angesichts dieses miesen Verhaltens dem jungen Mädchen gegenüber zeigt Emanuele zum ersten Mal Herz und bietet Angelina eine Unterkunft in seiner Wohnung an. Als sie dann auch noch in Ohnmacht fällt und Emanuele sich nicht zu helfen weiß, springt er sogar über seinen Schatten und bittet die Nachbarin um Hilfe. Bald weiß das ganze Haus von der guten Seite des Griesgrams, und die Mieter beschließen, sich mit einer positiven Eingabe ans Gericht zu wenden. Rigattieri erweist sich in der Berufungsverhandlung als reuiger Sünder und wird freigesprochen. Erst jetzt erkennt er, wie gut ihm ein freundlicher Mensch wie Angelina an seiner Seite tut.

## Produktionsnotizen
Ein Windstoß, basierend auf einer Vorlage des Italieners Giovacchino Forzano, war die erste Kinofilmregie des Theatermannes Walter Felsenstein. Für dieses Debüt hatte er sich ein vollkommen unpolitisches Stück ausgesucht, das zugleich die politische Achse Berlin-Rom während des Zweiten Weltkrieges betonte. „Diese liebenswürdig-skeptische Komödie von der Wandlung eines Griesgrams zum Menschenfreund“, wie Bogusław Drewniak schrieb, fand seine deutsche Theatererstaufführung am 12. Juni 1940 im Staatlichen Schauspielhaus von Dresden. Erich Ponto spielte dort die Kemp-Rolle.
Für 17.500 RM erwarb die Tobis die Filmrechte (auf zehn Jahre). Die Dreharbeiten begannen am 15. September 1941 (Außenaufnahmen in der Umgebung von Florenz) bzw. am 3. Oktober 1941 (Atelieraufnahmen). Die Uraufführung fand am 9. Juli 1942 in drei Berliner Kinos statt. Die Kosten betrugen moderate 801.000 RM, eine Summe, die rasch wieder eingespielt wurde: Bereits im April 1943 betrugen die Einnahmen 1.858.000 RM.
Für die 15-jährige Sonja Ziemann, in den 1950er Jahren ein Top-Filmstar, war die Rolle der Gina ihr erster Filmauftritt. Rudi Schuricke sang in diesem Film den Titel Lasset die Mandolinen erklingen.
Die Filmbauten stammen von Otto Erdmann und Franz F. Fürst, Herstellungsgruppenleiter Fred Lyssa übernahm auch die Produktionsleitung. Die Liedtexte stammen aus der Feder von Hans Fritz Beckmann. Die Produktion wurde mit dem Prädikat „volkstümlich wertvoll“ bedacht.
Ein Windstoß wurde bereits 1935 in Frankreich unter dem Titel Coup de vent und im darauf folgenden Jahr in Italien unter dem Originaltitel Un colpo di vento verfilmt.

## Kritiken
Bogusław Drewniak schrieb in Der deutsche Film 1938–1945 enttäuscht: „Aus dem filmisch guten Stoff entstand ein etwas zusammenhangloser und langweiliger Film. Walter Felsenstein war es nicht gelungen, die drei Stileinheiten: italienisches Lustspiel, deutsche Inszenierung und Charakterstudie von Paul Kemp, zusammenzubringen. Nur die positiven erzieherischen Akzente wirken im Film ziemlich stark“.
Horst Knietzsch kam zu einem völlig anderen Schluss: „In dieser Zeit des großen offiziellen Kunstgeschreis konnte schon ein Film mit einer kleinen menschlich sauberen Handlung, abseits von der faschistischen Ideologie, wie eine Oase wirken. Walter Felsenstein schuf mit Ein Windstoß (1942) ein heiter-besinnliches Lustspiel um einen Junggesellen (Paul Kemp), der sich gegen die Tücken des Lebens und die Aufdringlichkeiten neugieriger Nachbarn zur Wehr setzen muß.“
Die Online-Version des Lexikons des Internationalen Films nannte den Film eine „gutmütige Charakterkomödie.“